# اد و لورن وارن
«ادوارد وارن ماینی» (زاده ۷ سپتامبر ۱۹۲۶ – درگذشت ۲۳ اوت ۲۰۰۶) و «لورن ریتا وارن» (زاده ۳۱ ژانویه ۱۹۲۷ – درگذشت ۱۸ آوریل ۲۰۱۹)، یک زوج محقق و نویسنده آمریکایی در زمینه مسائل فراطبیعی بودند که ادعا می‌کردند با موارد برجسته و دلهره آور و جنایت ارتباط داشتند. ادوارد یک شیطان‌شناس و نویسنده خودآموخته و خودآگاه بود. لورن اظهار داشت که روشن بین و یک واسطه روحی است که می‌توانست ارواح را ببیند.
این زوج بخاطر همکاری که باهم داشتند، فامیل خود را به (وارن) تغییر دادند تا بهتر شناخته شوند. این زوج تا جایی که مردم می‌شناسند زوجی بودند که به شدت به خدا و شیاطین باور داشتند و از روی آنها کارهای خود را انجام می‌دادند.
سری فیلم های احضار به نوعی اشاره به اتفاقاتی که در زندگی این زوج افتاده دارد.

## انتقادات
طبق مصاحبه ای در سال 1997 با کانکتیکات پست ، استیو نوولا و پری دی آنجلیس شکاکان در مورد وارن ها برای انجمن شکاکی نیوانگلند (NESS) تحقیق کردند . آنها این زوج را افرادی خوب می دانستند، اما ادعای آنها درباره شیاطین و ارواح "در بهترین حالت، به عنوان روایتگر داستان های بی معنی ارواح، و در بدترین حالت، کلاهبرداری های خطرناک" است. آنها تور 12.50 دلاری را انتخاب کردند و تمام شواهدی را که وارن ها برای وجود ارواح و ارواح داشتند، بررسی کردند. آن‌ها فیلم‌ها را تماشا کردند و بهترین شواهدی را که وارنز در اختیار داشت، بررسی کردند. "نتیجه گیری آنها: همه چیز مبهم است." آنها خطاهای رایج در عکاسی با فلاش و هیچ چیز غیرعادی و بدی در اشیائی که وارن ها جمع آوری کرده بودند، پیدا نکردند. به گفته نوولا، "آنها... هزاران داستان درباره شواهدی دارند که از بین رفته اند... آنها تحقیقات علمی خوبی انجام نمی دهند؛ آنها یک نتیجه گیری از پیش تعیین شده دارند که به معنای واقعی کلمه و از نظر مذهبی به آن پایبند هستند." وارن ها از اینکه شکاکان کارشان را جدی نگرفتند آسیب دیدند. لورن وارن گفت که مشکل پری و استیو "این است که آنها تحقیقات خود را بر اساس وجود خدا قرار نمی دهند". نوولا پاسخ داد: "برای انجام تفکر انتقادی و محکم، به کارگیری استعدادهای فکری و رسیدن به نتیجه ای که در واقع واقعیت را منعکس می کند، کار لازم است... این کاری است که دانشمندان هر روز انجام می دهند و این همان چیزی است که شکاکان از آن حمایت می کنند." 
در مقاله‌ای برای Sydney Morning Herald که بررسی می‌کرد که آیا فیلم‌های ماوراء طبیعی واقعاً بر اساس رویدادهای واقعی هستند یا خیر، از این تحقیق به عنوان شاهدی بر خلاف آن استفاده شد. همانطور که از Novella نقل شده است، "آنها [وارن ها] ادعا می کنند که شواهد علمی دارند که در واقع وجود ارواح را اثبات می کند، که به نظر می رسد یک ادعای آزمایشی است که می توانیم دندان های تحقیق خود را در آن فرو ببریم. چیزی که ما پیدا کردیم یک زوج بسیار خوب بود، برخی افراد واقعاً صادق، اما مطلقاً هیچ مدرک قانع‌کننده‌ای ندارند...»  در حالی که نه دی آنجلیس و نه نوولا فکر نمی‌کردند وارن‌ها عمداً به کسی آسیب برسانند، آنها احتیاط کردند که ادعاهایی مانند ادعای وارن ها باعث تقویت توهمات و سردرگمی مردم در مورد حقیقت سنجی علمی مشروع می شود

## تحقیقات برجسته

### آنابل...
مطابق با وارن‌ها، در سال ۱۹۷۰، دو هم اتاقی ادعا کردند عروسک دزدیده شده‌شان که توسط روح دختری جوان که نامش آنابل هیگینز است، تسخیر شده‌است. این زوج این عروسک را تحویل گرفتند و به آن دو گفتند که توسط یک روح تسخیر شده و آن را در موزه اسرارآمیز در خانه خود در محفظه ای مقدس که از کلیسای ترینتی گرفته شده نگهداری می‌کنند و فیلم‌هایی در ژانر ترسناک به ترتیب احضار ۱، احضار ۲، احضار ۳،آنابل ۱، آنابل ۲، آنابل به خانه می‌آید، در واقع بر اساس این داستان ساخته شده‌اند.

### خانواده پرون
در سال ۱۹۷۱، این زوج در هاریسویل (رود آیلند)، با «خانواده پرون» دیدار کردند که ادعا کردند در خانه‌ای زندگی می‌کنند که توسط جادوگری که در قرن نوزدهم در آنجا زندگی می‌کرده تسخیر شده‌است. پس از مطالعه و تحقیق، آن‌ها پی بردند که جادوگری به نام «بتشیبا شرمن» در آنجا نفرین شده‌است و به خاطر همین، هر کس که به آنجا می‌آمد کشته می‌شد.
بر اساس آن در سال ۲۰۱۳، فیلم احضار ساخته شد.
لورن وارن نیز در مستند تلویزیونی تک‌جلوه پدیدار شد اما در برنامه یواس‌ای تودی گزارشگر این برنامه به خاطر دلسوزی واقعیت داستان این مستند را پوشاند.در سال ۲۰۱۱، آندریا پرون کتابی را در این مورد با نام (خانه تاریکی، خانه روشنایی، جلد اول) بر اساس داستان واقعی نوشت.

### امیتی ویل
وارن‌ها احتمالاً بیشتر بخاطر درگیری در پرونده وحشت امیتی ویل در سال ۱۹۷۶ شناخته می‌شوند که در آن زوج، جورج و کتی لوتز ساکن نیویورک ادعا کردند که خانه آنها توسط یک حضور خشونت بار و شیطانی به شدت تحت تأثیر قرار گرفته‌است که سرانجام آنها را از خانه خود بیرون کشید. نویسندگان توطئه ترسناک امیتی ویل، استفان و روکسان کپلان، این پرونده را «کلاهبرداری» توصیف کردند. لورن وارن به خبرنگار روزنامه اکسپرس تایمز گفت که وحشت امیتی ویل فریب نیست. این داستان برای کتاب وحشت امیتی ویل (۱۹۷۷) بود و در فیلم‌های وحشت امیتی ویل و وحشت امیتی ویل ۲ با همین نام اقتباس شد و در عین حال به عنوان الهام بخش‌ترین سری فیلم‌های بعدی نیز عمل کرد. نسخه وقایع وارن‌ها تا حدودی اقتباس شده و در دنباله آغازین فیلم احضار ۲ به تصویر کشیده شده‌است. به گفته بنیامین رادفورد، این داستان «توسط شاهدان عینی، تحقیقات و شواهد پزشکی قانونی رد شد». در سال ۱۹۷۹ وکیل ویلیام وبر اظهار داشت که وی، جی آنسون و اشغالگران «داستان ترسناک» را بر بسیاری از بطری‌های شراب «اختراع کرده‌اند».

### آنفیلد پولترژئیست
در اواخر دهه ۱۹۷۰، وارن‌ها ادعا کردند که خانواده ای در حومه شهر لندن در شمال لندن در اثر فعالیت‌های چند قطبی تحت تعقیب قرار گرفته‌اند. در حالی که تعدادی از ناظران مستقل این حادثه را به عنوان فریبکاری که توسط کودکان «دارای کمبود توجه» انجام می‌شد، رد کردند.
وارن‌ها معتقد بود که این مورد «تسخیر توسط شیطان» است. داستان الهام بخش فیلم احضار ۲ بود، هرچند منتقدین می‌گویند که وارن‌ها «به مراتب کمتر از آنچه در فیلم به تصویر کشیده شده» درگیر شده بودند و در واقع تا به حال از صحنه دعوت نشده بودند و از ورود به خانه امتناع می‌کردند.

### خانه اسندکر
در سال ۱۹۸۶، اد و لورن وارن وارد خانه اسندکر شدند، یک خانه که در تشییع جنازه اخیر اعلام کردند با شیاطین آلوده شدهاست. این پرونده در کتاب ۱۹۹۲ در یک مکان تاریک:داستان یک کارایی واقعی نشان داده شده‌است. سریال تلویزیونی تسخیرشده (فیلم ۱۹۹۹) نیز باعنوان همین داستان ساخته شد. جن‌زدگی در کنتیکت، فیلمی که بسیار با استناد به نسخه وقایع وارن‌ها و کارگردانی پیتر کورنول ساخته شده، در سال ۲۰۰۹ منتشر شد. نویسنده ترسناک ری گارتون، که گزارشی راجع به تعقیب و گریز از خانواده اسندکر در ساتینگتون کانکتیکت نوشت، بعداً صحت حساب‌های موجود در کتاب خود را زیر سؤال برد و گفت: «خانواده درگیر که مشکلی جدی مانند اعتیاد به مواد مخدر و الکل داشتند،نتوانستند داستان خود را مستقیم نگه دارند و من بسیار ناامید شدم؛ نوشتن کتاب غیرداستانی کار سختی است وقتی همه افراد داستان‌های مختلفی را برای شما بازگو می‌کند».

### شیاطین
در سال ۱۹۸۱، آرنی جانسون متهم قتل همخانه خود، آلن بونو بود. اد و لورن قبل از این اتفاق با مکالمه برادر کوچکترش، فیانسیه جانسون فهمیدند که وی جن زده شده‌است. سپس در محاکمه، جانسون قصد داشت تا ادعا کند گناهکار یا شخص جن زده‌ای نبوده ولی ناموفق بود. در سال ۱۹۸۳، کتاب شیطان‌شناسی در کانتکتیکات توسط گرالد بریتل نوشته شد و در آن کتاب تقاضا شد که این سوژه شرح داده شود و در سال ۲۰۲۱ فیلم احضار۳ دربارهٔ این اتفاق ساخته شد.

### پروژه‌های دیگر
- تسخیر خانواده اسمرل که در سال ۱۹۹۱ فیلمی با نام تسخیر شده برای آن ساخته شد.
- قبرستان یا گورستان یونیون که در آن روح زنی سفیدپوش قبرستان را تسخیر می‌کرد، همه فکر می‌کردند این افسانه است اما اد ادعا کرد که روح را دیده و حتی از او فیلم گرفته‌است و فیلم دارد. اد در سال ۱۹۹۲ در این باره کتابی با نام گورستان نوشت.
- گرگینه که در سال ۱۹۹۱ دربارهٔ آن کتابی نوشتند و در آن کتاب گفته شد که شیطان به شکل گرگینه ای شده‌است. وجود این گرگینه نیز در فیلم آنابل به خانه برمیگردد شناخته شده به عنوان «آدم اهریمنی» به‌طور مختصر بود.
- محفظه آنابل که توسط آنها از کلیسای ترینیتی برداشته شده‌است.
- عروسکی که اگر در کنار شما بخوابد می‌تواند باعث ایست قلبی و تنفس و حتی مرگ شما شود. (عروسک سایه)
- قبرستان مری ویل که لورن در آنجا برخاستن ارواح مرده را توسط آنابل دید و حتی نزدیک بود آنها باعث مرگ شوهرش، اد شوند.
- مرد قایقران که اگر باجش را نمی‌دادی، به جای چشم‌هایت سکه می‌گذاشت.
- همچنین در موزه آنها نیز جعبه موسیقی خانواده پرون، سامورایی، ارگ/پیانویی که خود به خود نواخته می‌شود، میمون اسباب بازی، آینه احضار، کتاب سگ سیاه، بت شیطانی، تابوت خون‌آشام و آجری از رهبر بُرلی یافت می‌شود.